# 한국연예매니지먼트협회
한국연예매니지먼트협회는 회원(사)의 권익옹호와 정보교류 및 회원 상호간의 친목을 통하여 한국 대중문화의 발전에 기여함으로써 국민생활의 향상, 나아가 국가산업의 건전한 발전에 이바지함을 목적으로 2007년 3월 8일 설립된 사단법인이다. 사무실은 서울특별시 강남구 삼성동 70-7 K707빌딩 5층에 있다.

## 주요 사업
- 대중문화 진흥을 위한 제반 사업
- 회원의 권익 보호와 상호간의 친목 도모
- 국내외 관계기간 및 단체와의 교류
- 연예 매니저들의 근무 처우 개선과 매니저 소양 교육
- 대중문화에 관한 각종 용역과 수탁사업
- 기타 본 협회의 목적 달성에 필요한 사업